# Talking Book
Az 1972-es Talking Book Stevie Wonder tizenötödik albuma. A lemez nyitódaláért kapta élete első Grammy-díját a legjobb férfi popénekes teljesítményért kategóriában. 2003-ban 90. lett a Rolling Stone magazin Minden idők 500 legjobb albuma listáján. Szerepel továbbá az 1001 lemez, amit hallanod kell, mielőtt meghalsz című könyvben.

## Az album dalai
|     | Cím                                                | Szerző(k)              | Hossz |
| --- | -------------------------------------------------- | ---------------------- | ----- |
| 1.  | You Are the Sunshine of My Life                    | Stevie Wonder          | 2:58  |
| 2.  | Maybe Your Baby                                    | Wonder                 | 6:51  |
| 3.  | You and I (We Can Conquer the World)               | Wonder                 | 4:39  |
| 4.  | Tuesday Heartbreak                                 | Wonder                 | 3:02  |
| 5.  | You've Got It Bad Girl                             | Wonder, Yvonne Wright  | 4:56  |
| 6.  | Superstition                                       | Wonder                 | 4:26  |
| 7.  | Big Brother                                        | Wonder                 | 3:34  |
| 8.  | Blame It on the Sun                                | Wonder, Syreeta Wright | 3:26  |
| 9.  | Lookin' for Another Pure Love                      | Wonder, S. Wright      | 4:44  |
| 10. | I Believe (When I Fall in Love It Will Be Forever) | Wonder, Y. Wright      | 4:51  |

## Közreműködők
- Gloria Barley – vokál
- Jeff Beck – gitár
- Shirley Brewer – vokál
- Malcolm Cecil – programozás, szintetizátor, producer, hangmérnök
- Scott Edwards – basszusgitár
- Buzzy Feton (Howard "Buzz" Feiten) – gitár
- Jim Gilstrap – vokál
- Lani Groves – vokál
- Loris Harvin (Delores Harvin) – vokál
- Trevor Laurence – szaxofon
- Steve Madaio – trombita
- Robert Margouleff – szintetizátor, producer, hangmérnök
- Ray Parker, Jr. – gitár
- David Sanborn – szaxofon, vokál
- Denise Williams – vokál
- Debra Wilson – vokál
- Stevie Wonder – Moog szintetizátor, szájharmonika, clavinet, Rhodes zongora, vokál, dob, producer, ARP szintetizátor
- Daniel Ben Zebulon – ütősök, konga

## Külső hivatkozások
- "Superstition" music video with lyrics